# (838) Seraphina
(838) Seraphina ist ein Asteroid des Hauptgürtels, der am 24. September 1916 vom deutschen Astronomen Max Wolf in Heidelberg entdeckt wurde.
Die Herkunft des Namens ist unbekannt.